# Operación Noreste
El Operativo Conjunto Tamaulipas-Nuevo León, renombrado Operación Noreste (debido a su extensión a los estados de San Luis Potosí y Coahuila el 24 de noviembre de 2010), inició actividades el 1 de enero de 2008, con el envío de efectivos militares y federales, incluidas fuerzas especiales para tratar de replegar a los cárteles del Golfo, del Pacífico y Los Zetas, quienes según Alejandro Poiré Romero son los que han recrudecido los enfrentamientos en esa región. El gobernador saliente de Tamaulipas, Eugenio Hernández Flores, reconoció que el crimen organizado ha convertido en campo de batalla a los estados de Nuevo León y Tamaulipas, por lo que pidió al gobierno federal “sellar” las fronteras del país para evitar el tráfico ilegal de armas desde el norte y en el sur el tráfico de migrantes, que son “un negocio del crimen organizado”.

## Antecedentes
Anteriormente el cartel del Golfo y el del Pacífico, mantenían relaciones poco amistosas, lo que llevaba a diversos enfrentamientos entre ambos grupos criminales. El brazo armado del Cartel del Golfo le quitaba plazas a pequeñas mafias a base de terror y amenazas, como consecuencia estas pequeñas bandas contestaban violentamente. El poderío de Los Zetas fue aumentando llevándolos a enfrentarse a su aliado el cartel del Golfo. Los Zetas actuaban de forma indiscriminada contra civiles, policías, y periodistas, llevaban a cabo extorsiones y secuestros como medio de financiación. Mediante amenazas y sobornos compraban a gobiernos locales y de esta manera tomaron el control del estado de Tamaulipas y Nuevo León.

### Arresto de Osiel Cárdenas
Osiel Cárdenas Guillén, líder del Cártel del Golfo al momento de su captura, desencadenó un enfrentamiento entre pistoleros del Cartel del Golfo y el Ejército el 14 de marzo de 2003 en Heroica Matamoros. Aunque posteriormente fue encarcelado en el Penal del Altiplano (La Palma), la prisión de máxima seguridad de México, se creía ampliamente que seguía teniendo control sobre los negocios del Cartel del Golfo desde dentro de los muros de la prisión.

### 2007
- El 3 de abril, en Tampico, elementos de la Policía Federal, la Marina de México y la Procuraduría General de Justicia de México (PGR) incautaron un gran número de armas.[11] Días después, el 12 de abril por primera vez en el estado de Nuevo León, soldados del ejército se enfrentaron a sicarios de cárteles mientras registraban viviendas en el municipio de Marín. Se reportó la muerte de un pistolero y dos más fueron arrestados.[12] Meses después, (21 de julio) es asesinado una persona en el mismo municipio, esto cuando caminaba por las calles del municipio y fue atacado a quemarropa por un sicario sin identificar.[13]
- 1 de julio: Se registra un enfrentamiento entre delincuentes y la Policía Federal lo que dejó un saldo de seis uniformados heridos y al menos 10 presuntos delincuentes detenidos, esto en la ciudad de Matamoros, Tamaulipas.[14]
- 15 de agosto: Es asesinado en la colonia Dalias, en San Luis Potosí Guillermo Amado Camarena, coordinador de la Unidad Mixta de Atención al Narcomenudeo (UMAN), el cual fue perseguido por sujetos armados donde fue ultimado a balazos con disparo de AR-15.[15][16]
- 13 de septiembre: Es asesinado en la ciudad de San Luis Potosí el entonces director de Seguridad Pública de San Luis Potosí Jaime Flores Escamilla, mientras circulaba en una camioneta con su familia, la cual quedó ilesa.[17]
- 6 de octubre: Elementos de la marina de México, decomisaron 15 toneladas de cocaína, después de un enfrentamiento con miembros del Cártel del Golfo, los cuales huyeron del lugar. El enfrentamiento entre autoridades y sicarios no dejó víctimas.[18][19][20]
- 9 de octubre: Según fuentes militares, en donde mencionan la supuesta muerte de Heriberto Lazcano Lazcano alías El Lazca, importante líder de Los Zetas, antiguo brazo armado del cártel del Golfo, murió el viernes 5 de septiembre de 2007 durante un enfrentamiento con militares en Tamaulipas,[21] Esta supuesta muerte sería las primeras donde "El Lazca" fingiria su muerte.[22][23]
- 9 de noviembre: En la ciudad de Tampico se registra una fallida emboscada contra miembros de la Fuerza de Reacción Inmediata (FRI), los cuales respondían a un llamado en apoyo a un tiroteo entre delincuentes y miembros del Ejército Mexicano, dejando como saldo dos marinos heridos los cuales se encuentran estables, negando bajas de parte de los elementos de la marina, omitiendo dar los nombres de los lesionados por su seguridad.[24][25][26]
- 7 de diciembre, en Cadereyta, Nuevo León, tropas del ejército libraron un tiroteo contra sicarios dejando a uno de ellos herido y tres en cautiverio. Dos civiles secuestrados fueron liberados.[27]

### 2008
El 7 de enero, en la ciudad de Río Bravo, Tamaulipas, las fuerzas de la Policía Federal divisaron y comenzaron a perseguir a un grupo de hombres armados. La persecución se detuvo, el grupo armado comenzó a disparar contra policías federales, cuando el Ejército y refuerzos de la Policía Federal llegaron al lugar los sicarios buscaron refugio en un edificio donde la policía Militar/Federal los enfrentó matando a 3 y detención de 10 del grupo armado, y dejando a cinco policías federales y 5 militares heridos.
- En el municipio de Miguel Alemán, Tamaulipas, el 7 de febrero, soldados del 1.er Batallón de Fuerzas Especiales del ejército que realizaban una misión de reconocimiento localizaron a un sospechoso a bordo de una camioneta Grand Cherokee. Cuando el sospechoso se dio cuenta de que estaba bajo vigilancia, intentó huir pero fue detenido. Tras el arresto, el equipo de Fuerzas Especiales irrumpió en un edificio, arrestó a otros cuatro sospechosos y confiscó nueve toneladas de marihuana, 89 armas y una ametralladora M1919 Browing.[31]

- El 30 de abril, siguiendo una denuncia anónima, personal del Ejército del 1.er Regimiento de Caballería Motorizada en la ciudad de Ciudad Mier fue atacado a tiros por pistoleros que huyeron. Posteriormente, un soldado de caballería murió mientras que otros tres resultaron heridos y trasladados al Hospital Militar Regional de Monterrey.[32]

### 2009

##### Enfrentamiento en Reynosa
Un tiroteo que duró varias horas entre elementos del Ejército y sicarios resultó en cinco soldados muertos y cinco asaltantes muertos en un distrito comercial y varios barrios residenciales de Reynosa, Tamaulipas. Aproximadamente 20 personas más resultaron heridas por disparos y granadas.

##### Ataque con granada de Televisa
El 7 de enero, pistoleros dispararon y lanzaron granadas contra la estación de televisión Televisa en Monterrey durante un noticiero nocturno, sin causar heridos. Una nota dejada en el lugar decía: "Dejen de informar sólo sobre nosotros. Informen sobre los líderes políticos del narco".

##### Enfrentamientos
El 1 de abril, en Tampico, Tamaulipas, tres pistoleros fueron asesinados durante un tiroteo de 10 minutos con tropas del ejército.

### Arresto de sospechosos
Nueve días después fue detenido un abogado que defiende a miembros del cartel del Golfo y Los Zetas.
Un ex soldado de las Fuerzas Especiales del Ejército de Guatemala conocido como Kaibiles y supuesto líder del capítulo del estado de Oaxaca de Los Zetas Israel Nava Cortez alias "El Ostión" fue asesinado en un tiroteo entre Fuerzas de la Policía Federal. El 30 de abril, la Policía Federal capturó a Gregorio Sauceda-Gamboa, figura influyente de Los Zetas, en la ciudad de Matamoros.
El 22 de mayo, la SEDENA informó que uno de los principales lugartenientes del Cártel del Golfo —Raymundo Almanza Morales, alias: "El Gori"— había sido detenido por tropas en Monterrey, Nuevo León. "El Gori" está entre los 37 narcos más buscados de México.
El 17 de agosto, en el municipio de San Nicolás de los Garza, un tiroteo entre soldados, fuerzas policiales y una célula de Los Zetas en ese municipio dejó tres militares heridos, cuatro miembros de Los Zetas muertos y doce capturados. Al parecer, uno de los cuatro muertos era el líder de la célula, Refugio Garza Pescador, alias "El Rambo". Luego del tiroteo se descubrió que uno de los miembros de Los Zetas era hija de un jefe de la Policía Municipal de Apodaca. La mujer estaba embarazada en ese momento. Se sospecha que el padre del feto es Refugio Garza Pescador.

### 2010
- 8 de febrero: Durante un patrullaje de rutina en Reynosa, marinos recibieron disparos desde el interior de varios vehículos. Los marines repelieron el ataque y capturaron a tres de los pistoleros, 14 camionetas, varios fusiles de asalto, municiones y 26 paquetes de marihuana. Durante el tiroteo tres marines murieron y ocho resultaron heridos. También murieron tres de los pistoleros.[44]
- 11 de febrero de – Matamoros, Tamaulipas, fueron detenidos dos sujetos de nombre Adolfo Vázquez Ortiz y José Alberto Ramírez Gaitán. Los dos hombres han sido acusados de estar vinculados con el crimen organizado y tener vínculo con un grupo criminal que estuvo involucrado en el ataque a marinos el pasado 8 de febrero, en Reynosa. Ambos hombres fueron enviados a las autoridades federales en Ciudad de México.
- 12 de febrero – En Méndez, Tamaulipas, marines allanaron el rancho de "El Culebreño". Personal naval descubrió e incautó: 5 rifles de asalto, 2 pistolas, municiones, un paquete de marihuana y 8 vehículos.
- 15 de febrero, – En Reynosa, Tamaulipas. Infantes de marina mexicanos capturaron a Treviño Cardoza “El Trevi” un conocido miembro de Los Zetas junto con 6 cómplices. "El Trevi" es conocido por el contrabando de drogas específicamente marihuana. Durante el transcurso de la operación, los marines recibieron disparos de los sospechosos y respondieron al fuego que condujo a su captura.
- 18 de febrero – Cerca de Reynosa, personal de PEMEX informó al Ejército que hombres armados se encontraban presentes en una instalación de PEMEX. Se envió un helicóptero naval y se detectaron tres vehículos sospechosos. Los marines desembarcaron del helicóptero y fueron recibidos con disparos. Los marinos repelieron el ataque y capturaron 5 vehículos, en su interior se encontraban paquetes de marihuana con un peso de 4.413 kilos. Los pistoleros lograron huir.
  - El mismo día, debido al éxito de los patrullajes aeromarítimos y puestos de control en Valle Hermoso, Tamaulipas, cuatro narcotraficantes, 4 camionetas, 2 fusiles de asalto, 9 Se incautaron cargadores de fusil y 186 cartuchos.[45]
- 4 de marzo: En Monterrey, Nuevo León, personal de la Marina en un operativo conjunto con fuerzas de la Policía Federal allanaron una vivienda en el centro de la ciudad. La redada interrumpió actividades ilegales, incluido el contrabando de licores. Diez trabajadores fueron arrestados y puestos bajo custodia por la Subprocuraduría Especializada en Investigación de Delincuencia Organizada. En la misma zona de la ciudad fue detenido Mario Alberto García Ramírez alias "El Galleto", presunto líder de un grupo de sicarios perteneciente a Los Zetas. También se incautaron a cuatro sospechosos, dos fusiles de asalto y tres vehículos.[45]
- 4 de marzo: En la Colonia Corrijo del Rey, fueron detenidos nueve miembros del Cártel de los Beltrán Leyva incluidos 4 policías estatales que colaboraban con el cartel. También se incautaron fusiles de asalto y municiones.
- 19 de marzo – En Monterrey, hombres armados dentro de un convoy de tres vehículos dispararon contra un convoy militar que los persiguió. La persecución terminó en el Campus Tecnológico de Monterrey cuando uno de los vehículos hostiles, un GMC Yukon blindado, se detuvo y sus ocupantes huyeron hacia la entrada de un edificio, donde se encontraban. asesinado a tiros por tropas del ejército. En total, dos pistoleros murieron y tres soldados resultaron heridos por dos granadas que fueron lanzadas desde los otros vehículos que escaparon, presumiblemente ayudados por la policía estatal. Tropas del Ejército también incautaron 3 rifles de asalto y varios cargadores de rifle.[46]
- 25 de marzo: 85 kilómetros al noreste de Monterrey en el municipio de Cerralvo, Nuevo León. Helicópteros navales interceptaron un gran convoy formado por varios camiones y sospechosos. Se ordenó al convoy que se detuviera, pero respondió con fuego terrestre. Los pistoleros se enfrentaron con los marines mexicanos dejando seis pistoleros muertos. Se confiscaron varias municiones y armas. Posteriormente, tropas del Ejército aseguraron la zona.[47]
- 24 de abril: Tropas mexicanas y pistoleros se enfrentaron en los municipios de Benito Juárez y San Nicolás de los Garza. Seis pistoleros murieron y uno fue capturado. Un soldado mexicano resultó herido. Unidades aéreas y terrestres del Ejército fueron movilizadas para asegurar el área.[48][49]

Más tarde ese día, personal del Ejército y de la Agencia Estatal de Investigaciones (AEI) tomó el control de las comisarías de la Policía Municipal en Benito Juárez y de Apodaca para investigar a los policías que supuestamente ayudaron a los pistoleros. Cinco policías fueron arrestados sospechosos de ayudar a los pistoleros que atacaron a tropas del ejército anteriormente.
- El Ejército mexicano informó que el 24 de abril, a partir de una denuncia anónima, se enviaron tropas al municipio de General Bravo, Nuevo León para realizar vigilancia terrestre en un rancho que era atendido por civiles armados. Al llegar, el personal militar fue recibido con fuego terrestre desde un convoy de 20 vehículos, los soldados respondieron al fuego y mataron a tres de los pistoleros. En la toma del rancho fueron capturados 4 sicarios. También se incautaron 40 fusiles de asalto, 12 camiones y varios miles de cartuchos. Los soldados también descubrieron con vida a siete rehenes que estaban siendo extorsionados por una organización criminal para quitarles sus propiedades. El grupo armado estaba utilizando el rancho como base para sus operaciones.[52][53]
  - 28 de abril, – En Sabinas Hidalgo, Nuevo León, siguiendo una pista anónima, tropas mexicanas a bordo de tres helicópteros sobrevolaron una finca y, al llegar, civiles armados abrieron fuego contra los helicópteros. Las tropas aerotransportadas respondieron al fuego, matando a dos pistoleros y obligando al resto a dispersarse hacia las colinas. Después de tomar la finca, las tropas descubrieron a 16 rehenes que estaban encadenados. También fueron incautados 17 rifles de asalto, 10 pistolas, 3 metralletas, 2 granadas, 1 lanzacohetes y decenas de paquetes de marihuana dentro de un camión que pesa 2 toneladas. Oficiales del Ejército dijeron que los sicarios pertenecen a la organización criminal de Los Zetas.[54]
- 4 de mayo:Matamoros, Tamaulipas, después de recibir información de la Inteligencia Naval Mexicana, Marines Mexicanos allanaron una casa segura dentro de la ciudad. Durante el allanamiento fue arrestado un hombre, presumiblemente el guardia armado de la casa segura. También fueron descubiertos once rehenes. Según el mismo informe de Inteligencia, los marines allanaron otra casa segura donde también se encontraron otros seis rehenes.[55]
  - Monterrey, Nuevo León, debido a un exitoso operativo de vigilancia naval aérea y terrestre, 5 policías de Monterrey fueron arrestados por infantes de marina. Uno de los cinco oficiales se declaró "Halcón".[56]
- 6 de mayo, – Tamaulipas Según informes de prensa, 1.000 infantes de marina mexicanos fuertemente armados a bordo de 100 vehículos han sido vistos moviéndose hacia los cinco pueblos fronterizos municipales de Miguel Alemán, Camargo y Gustavo Díaz Ordaz Estos municipios han sido un campo de batalla entre el Cártel del Golfo y Los Zetas desde que se separaron.[57]
- 4 de junio: Infantes de marina mexicanos en una operación de una organización contra el crimen en San Pedro Garza García, Nuevo León, arrestaron a cuatro sospechosos del cartel. Uno de los sospechosos del cártel es Raúl Amberto Padilla Gómez, quien según el gobierno mexicano es un operador financiero dentro de Los Zetas en San Pedro Garza García.[58]
- 6 de junio – Como resultado del intercambio de inteligencia por parte de diversas agencias, los marinos mexicanos arrestaron a dos sospechosos de un cartel de la droga en Nuevo Laredo. También se confiscó a los dos sospechosos una pistola 9mm, un maletín que contenía 111.000 dólares estadounidenses, un segundo maletín que contenía 18.000 pesos mexicanos y equipo de comunicaciones.[59]
- 8 de junio – Juan Alberto González, 60 años, presuntamente de Brownsville, Texas fue arrestado por infantes de marina en Matamoros, Tamaulipas. El personal de Infantería Naval vio al hombre de Brownsville, de 60 años, saliendo de una casa y corriendo sospechosamente hacia su vehículo. Cuando los marines lo detuvieron y registraron su vehículo, encontraron un paquete de marihuana. Tras registrar la vivienda también descubrieron 63 paquetes de marihuana que pesaban 241 kilogramos y diversos equipos de comunicación. El sospechoso y los estupefacientes incautados fueron enviados a las instalaciones navales en Matamoros, Tamaulipas.[60]
- 9 de junio: Tropas de las Fuerzas Especiales mexicanas de la Séptima Zona Militar, actuando según inteligencia militar, arrestaron a Héctor Raúl Luna Luna, alias El Tory, quien según el ejército es un líder de Los Zetas en Monterrey, Nuevo León. Se dice que Héctor Raúl es responsable de los ataques al consulado de Estados Unidos en Monterrey y de la ejecución de seis soldados del ejército mexicano.[61] Junto con Héctor Raúl Luna, tropas del ejército también arrestaron a David Eduardo Fuentes Martínez alias El Chile. Héctor Raúl Luna admitió que bajo órdenes de Sigifredo Nájera Talamantes, alias El Canico y quien había sido detenido en marzo de 2009, participó en los ataques al consulado de Estados Unidos y en la ejecución de seis militares por la represión en contra de operaciones narco por parte del ejército.[62][63] El mismo día, tropas mexicanas realizaron una inspección sorpresa en un cuartel de la policía estatal para inspeccionar las armas de fuego que utiliza la policía estatal en el Norte de Monterrey.[64]
- 21 de octubre: Tropas mexicanas de la Séptima Zona Militar en el municipio de Monterrey, Nuevo León, capturaron a Oscar Manuel Bernal Soriano alias "Araña". Oscar "Araña" Soriano estaba a cargo de una célula de Los Zetas en ese mismo municipio, asumió luego de que su antecesor Juan Francisco Zapata Gallegos alias "El Billy" o "Pelón" fuera detenido por el ejército el 27 de agosto de 2010. Oscar Soriano también fue responsable de los hombres que mataron al General de Brigada retirado Juan Arturo Esparza García, quien era Secretario de Seguridad Pública del Municipio de Monterrey el 4 de noviembre de 2009. Junto a Oscar también fueron incautados 6 cómplices, municiones, armas, cargadores y dos vehículos.[65]
- 27 de octubre: Según una denuncia anónima de que hombres armados viajaban en un convoy, soldados de la 7ma zona militar del municipio de Santiago, Nuevo León buscaron y localizaron el convoy. El convoy armado rápidamente comenzó a intercambiar disparos con las tropas mexicanas. Al final, un pistolero murió y se confiscó un SUV blindado, varias municiones y cargadores y una granada.[66]
- 29 de octubre: Tropas de la 8va Zona Militar que patrullaban el municipio de San Fernando, Tamaulipas, atendieron una “denuncia ciudadana” sobre actividad extraña proveniente de un domicilio. Cuando llegaron los soldados, fueron recibidos con disparos. Los soldados repelieron los disparos enemigos. Después de asegurar la zona, los soldados descubrieron y liberaron a cinco civiles secuestrados. Al final murieron tres sicarios y se incautaron dos vehículos, entre ellos un blindado, diversas armas, municiones y cargadores.[67]
- 5 de noviembre: Antonio Ezequiel Cárdenas Guillén, colíder del Cartel del Golfo, fue asesinado a tiros durante un tiroteo contra las autoridades mexicanas, junto con más de 50 de sus pistoleros,[68][69] en la ciudad fronteriza de Matamoros, Tamaulipas.[70] Aunque no está confirmado, algunas fuentes locales revelan que más de 100 personas murieron ese día en Matamoros.[71]
- 11 de noviembre: Tropas mexicanas arribaron al Municipio de Ciudad Mier para proteger a las familias residentes en el pueblo que han sido afectadas por la violencia de la guerra territorial. Los soldados también han reforzado los refugios en el municipio de Miguel Alemán que albergan a los residentes que abandonaron Ciudad Mier.[72]

## Guerra Cartel del Golfo  - Zetas
En febrero de 2010 se provoca una guerra entre el Cártel del Golfo y Los Zetas, principalmente en el estado de Tamaulipas, dando como resultado que numerosas ciudades fronterizas se convirtieran en "pueblos fantasma", tal es el caso de la franja fronteriza conocida como "La Frontera Chica" conformada por las ciudades de Miguel Alemán, Mier, Camargo y Nueva Ciudad Guerrero.
Los primeros enfrentamientos se dieron en Ciudad mier el 23 de febrero, con balaceras, quema de casas y el levantamiento de civiles para obligarlos a trabajar para el crimen: ciudad guerrero y ciudad Mier estuvieron bajo control criminal hasta noviembre del 2010.
El conflicto favoreció al principio al Cártel del Golfo, dando como resultado un repliegue de los Zetas, pero después se da un contraataque de estos, en el que algunas plazas fueran recuperadas por Los Zetas, tal fue el caso de Ciudad Mante, que fue retenida durante al menos 3 semanas del mes de marzo de 2010 por el Cártel del Golfo quienes realizaron ejecuciones, balaceras y topetones con el ejército, viniendo después un ataque de Los Zetas recuperando estos el control de esta ciudad.
Los enfrentamientos entre Zetas y miembros del Cártel del Golfo se han dado en gran parte de la frontera noreste de México, llegando a participar convoyes de hasta 100 camionetas de ambos bandos. El Cártel del Golfo suele identificar a sus miembros mediante las siglas "XX" "CDG", mientras que los Zetas utilizan la sigla "Z".
Es por eso que en noviembre de 2010 el ejército mexicano, junto con la Policía Federal y la Marina, extienden sus actividades y ponen en marcha un operativo en torno al norte del estado de Tamaulipas, permitiendo que cientos de familias regresaran a sus hogares después de meses de exilio en otros estados, principalmente en municipios como Mier, en donde se da el regreso de alrededor de 4000 personas.
El segundo enfrentamiento masivo sucedió en Nuevo Laredo Tamaulipas el 16 de julio de 2010, después de tomar el control total de la ciudad de Reynosa y sitiar las ciudades de Ciudad Mier y Nueva ciudad guerrero (la frontera chica), el Cartel del golfo avanza de nuevo alrededor del principal bastión de los Zetas para tomar de una vez por todas el control de dicha ciudad con alto valor estratégico en la guerra, por ser uno de los principales puertos comerciales de México. Aproximadamente a las 12:00 de la tarde un convoy del cartel del golfo entró a la ciudad por la carretera Nuevo Laredo-Ciudad Anáhuac y La carretera Mex ll simultáneamente, el ejército realizaba patrullajes de rutina por la zona poniente de la ciudad cuando aproximadamente a la 1:40 de la tarde topáron con el primer convoy de criminales, quien accionaron sus armas de fuego contra los elementos castrenses matando a uno de estos. Un grupo de zetas alertado por los movimientos de sus rivales ya los esperaban en un puente en el lado poniente de la ciudad, mientras que en el lado sur-oriente se realizaba una persecución entre elementos del ejército mexicano y los Zetas. Los zetas realizaron bloqueos y quema de vehículos para evitar la intromisión de las fuerzas armadas y poder repeler el ataque enemigo, el saldo del enfrentamiento fue de 1 militar, 2 civiles, y más de 17 criminales muertos, además de un número desconocido de heridos. El enfrentamiento provocó un incremento en el número de tropas desplegadas en la zona y en julio del 2011 la policía militar tomó el control de las labores de seguridad pública en respuesta a un segundo enfrentamiento donde hubo más de 40 muertos, presumiéndose que al menos 15 eran policías municipales.
Los zetas le arrebataron Monterrey al Cartel Del Golfo en una contraofensiva, aplicando como nueva estrategia la (venta de franquicias) para poner bajo su mando a las pandillas de dicha ciudad aumentando así su número de elementos, muchos de estos jóvenes, aumentando aún más la violencia por las ya constantes peleas entre estos grupos criminales, dicha práctica se extendió al norte de Tamaulipas, después del barrido hecho por la marina y el ejército: cuando ambos grupos quedaron descabezados los comandantes de dichas pandillas empezaron a pelearse por el control de su respectivas plazas reactivando la violencia en el estado, aunque en menor medida que en los años 2010-2011